# Streptopsyche antilles
Streptopsyche antilles är en nattsländeart som först beskrevs av Ross och Palmer 1946.  Streptopsyche antilles ingår i släktet Streptopsyche och familjen ryssjenattsländor. Inga underarter finns listade i Catalogue of Life.